# Greenup
|  | Per a altres significats, vegeu «Greenup (Kentucky)». |

Greenup és una vila dels Estats Units a l'estat d'Illinois. Segons el cens del 2000 tenia 1.532 habitants.

## Demografia
Segons el cens del 2000, Greenup tenia 1.532 habitants, 692 habitatges, i 393 famílies. La densitat de població era de 347,9 habitants/km².
Dels 692 habitatges en un 24% hi vivien nens de menys de 18 anys, en un 43,8% hi vivien parelles casades, en un 9,5% dones solteres, i en un 43,2% no eren unitats familiars. En el 38,2% dels habitatges hi vivien persones soles el 23,3% de les quals corresponia a persones de 65 anys o més que vivien soles. El nombre mitjà de persones vivint en cada habitatge era de 2,13 i el nombre mitjà de persones que vivien en cada família era de 2,81.
Per edats la població es repartia de la següent manera: un 21,3% tenia menys de 18 anys, un 7,6% entre 18 i 24, un 24,3% entre 25 i 44, un 20,1% de 45 a 60 i un 26,6% 65 anys o més.
L'edat mediana era de 43 anys. Per cada 100 dones de 18 o més anys hi havia 78,8 homes.
La renda mediana per habitatge era de 29.375 $ i la renda mediana per família de 36.902 $. Els homes tenien una renda mediana de 27.596 $ mentre que les dones 19.013 $. La renda per capita de la població era de 18.179 $. Aproximadament el 9,1% de les famílies i el 13,2% de la població estaven per davall del llindar de pobresa.

## Poblacions properes
El següent diagrama mostra les poblacions més properes.